# Crepidomanes megistostomum
Crepidomanes megistostomum är en hinnbräkenväxtart som först beskrevs av Edwin Bingham Copeland, och fick sitt nu gällande namn av Edwin Bingham Copeland. Crepidomanes megistostomum ingår i släktet Crepidomanes och familjen Hymenophyllaceae. Inga underarter finns listade.